# Margraten (village)
Pour les articles homonymes, voir Margraten.
Margraten (en limbourgeois Mergroate) est un village néerlandais situé dans la commune d'Eijsden-Margraten, dans la province du Limbourg néerlandais. Le 1er janvier 2005, le village comptait 3 360 habitants.
Petite commune indépendante jusqu'en 1982, Margraten devient le centre d'une grande commune nommée Margraten de 1982 à 2011. Depuis le 1er janvier 2011, le village fait partie de la commune d'Eijsden-Margraten.

## Histoire

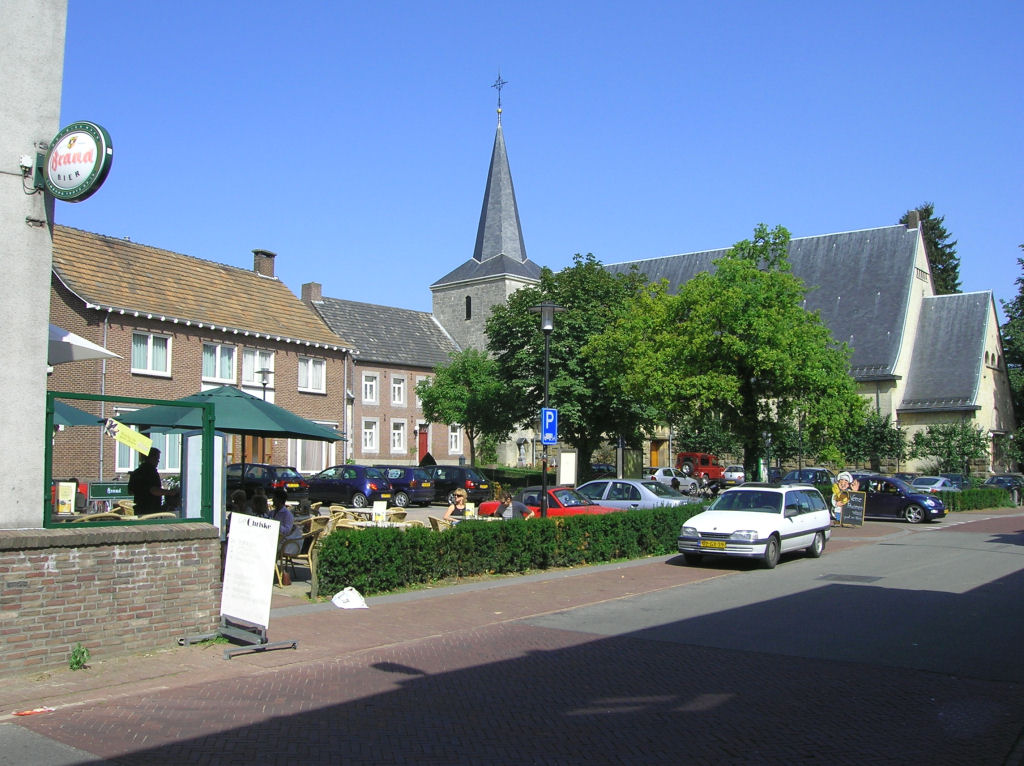
Place de l'Église Sainte Marguerite

L'église Sainte-Marguerite (en néerlandais : Sint Margaritakerk) date des XIVe et XVe siècles. Le chœur de l'église a subi des restaurations qui ont été réalisées par l'architecte Alphons Boosten en 1922-1928.
Le cimetière américain des Pays-Bas où reposent 8 301 soldats américains ayant combattu pendant la Seconde Guerre mondiale se situe à Margraten.